# Hikaru Mori
Hikaru Mori (jap. 森ひかる; ur. 7 lipca 1999 r. w Tokio) – japońska gimnastyczka występująca w skokach na trampolinie, trzykrotna mistrzyni świata, srebrna medalistka igrzysk azjatyckich.
Na mistrzostwach świata w 2017 roku w Sofii zdobyła srebrny medal. Dwa lata później w Petersburgu zdobyła tytuł mistrzyni świata w skokach synchronicznych razem z Megu Uyamą. Na mistrzostwach świata w 2019 roku została mistrzynią świata w skokach indywidualnych i drużynie.
Jej brat Shintaro również jest skoczkiem na trampolinie.